# Max Friedlaender (musikvidenskabsmand)
 For alternative betydninger, se Max Friedlaender. (Se også artikler, som begynder med Max Friedlaender)
Max Friedlaender (født 12. oktober 1852 i Brieg, Schlesien, død 2. maj 1934 i Berlin) var en tysk musikforfatter.
Friedlaender uddannede sig efter at have opgivet købmandsvirksomheden som sanger. Han havde allerede optrådt med held i denne egenskab i England og Tyskland, da han under Spittas vejledning gik over til musikhistoriske studier og efter at have taget doktorgraden blev ansat ved Berlins Universitet, fra 1903 som professor og akademisk musikdirektør. Friedlaenders speciale var oprindelig Schubertstudier, af hvilke han har udgivet en del tillige med hidtil utrykte sange af Schubert og en nyredaktion af dennes (samt Schumanns og Mendelssohns) sange; senere har Friedlaender ved siden af indsamling af folkeviser og arbejder om Goethes forhold til musikken kastet sig over studiet af enkeltsangens historie og efter indsamling af et stort materiale udgivet det anselige værk: Das deutsche Lied im 18. Jahrhundert (2 bind, 1902).